# Гипростроймост — Санкт-Петербург
Институт Гипростроймост — Санкт-Петербург — российская компания, разработчик проектной документации, специализирующаяся на строительстве мостов. Полное наименование — АО «Институт Гипростроймост — Санкт-Петербург». Штаб-квартира компании расположена в городе Санкт-Петербурге. Имеет филиалы в Москве, Владивостоке, Перми и дочернее предприятие в Риге (Латвия). Является членом Саморегулируемой организации «Проектные организации Северо-Запада».
Из-за участия в строительстве Крымского моста компания находится под международными санкциями Евросоюза, США, Великобритании и ряда других стран.

## История
Институт ведёт свою историю от проектной группы Мостостроительного треста № 6, образованной в 1945 году. В 1968 году проектная группа была преобразована в Ленинградское отделение Специального Конструкторского Бюро Главмостостроя. В 1987 году на базе СКБ Главмостостроя в Москве был создан Государственный проектный и проектно-конструкторский институт по проектированию строительства мостов (Институт Гипростроймост). В 2004 году его ленинградское (петербургское) отделение было преобразовано в самостоятельную проектную организацию ЗАО «Институт Гипростроймост — Санкт-Петербург».
С 1975 года по 2006 год руководителем института являлся Ю. П. Липкин. С 2006 год — генеральный директор И. Е. Колюшев. С 03.12.2014 г. в должность генерального директора вступил Рутман Илья Юрьевич

## Собственники и руководство
Председатель совета директоров компании — Ю. П. Липкин. Генеральный директор — Рутман Илья Юрьевич.

## Деятельность
Институт занимается проектированием мостов и путепроводов, автомобильных дорог и транспортных развязок, а также других объектов дорожно-транспортной инфраструктуры.

### Показатели деятельности
ЗАО «Институт Гипростроймост ― Санкт-Петербург» — проектировщик Большого Обуховского моста в Санкт-Петербурге,  первого неразводного моста через Неву. Среди других крупных работ: Южный мост через реку Даугаву в Риге, арочный мост через реку Ишим в Астане, вантовый путепровод в створе проспекта Александровской фермы в Санкт-Петербурге. Институт — автор многих объектов Санкт-Петербургской кольцевой автодороги, в том числе Беляевского моста через реку Большую Охту. Институт является генеральным проектировщиком моста через бухту Золотой Рог во Владивостоке и одним из трёх проектировщиков моста через пролив Босфор Восточный на остров Русский. Оба эти моста  построены к началу саммита стран АТЭС-2012, который пройдёт во Владивостоке.
Является генпроектировщиком Крымского моста, стоимость строительства которого составила 228 млрд рублей.
Другие объекты:
- Футбольный стадион в западной части Крестовского острова
- Открытие Арена
- Адлер (станция)
- Крытый велотрек в городе Самара
- Канонерский тоннель
- Восточный мост (Тверь)
- Мост через реку Ишим в Астане
- Живописный мост
и другие.

## Санкции
1 сентября 2016 года «Институт Гипростроймост ― Санкт-Петербург» был включен в санкционный список США.
31 июля 2018 года «Институт Гипростроймост ― Санкт-Петербург» попал под санкции стран Евросоюза так как «участвовал в строительстве Керченского моста, разработав проект моста, соединяющего Россию с незаконно аннексированным Крымским полуостровом».
15 марта 2019 года «Институт Гипростроймост ― Санкт-Петербург» попал под санкции Канады из-за «агрессивных действий» России в Черном море и Керченском проливе, а также из-за аннексии Крыма.
Также находится под санкциями Великобритании, Украины и Швейцарии в связи с вторжением на Украину.